# Andreas Voigt
Andreas Heinrich Voigt (Flensburg, 18 de abril de 1860 — Frankfurt am Main, 6 de dezembro de 1940) foi um matemático alemão.

## Obras
- Die Auflösung von Urtheilssystemen, das Eliminationsproblem und die Kriterien des Widerspruchs in der Algebra der Logik. Dissertation, Freiburg im Breisgau 1890
- Die Akademie für Social- und Handelswissenschaften zu Frankfurt am Main. Eine Denkschrift vom Geschäftsführer des Instituts für Gemeinwohl. Frankfurt am Main 1899
- Kleinhaus und Mietkaserne. Eine Untersuchung der Intensität der Behausung vom wirtschaftlichen und hygienischen Standpunkt (gemeinsam mit dem Architekten Paul Geldner). Berlin 1905
- Die sozialen Utopien. Leipzig 1906
- Theorie der Zahlenreihen und der Reihengleichungen. Leipzig 1911 (Digitalisat)
- Das wirtschaftsfriedliche Manifest. Richtlinien zu einer zeitgemäßen Sozial- und Wirtschaftspolitik. Stuttgart 1921